# 第六感 (曲)
「第六感」（だいろっかん）は、日本のシンガーソングライターReolの楽曲。2020年7月29日にCONNECTONEより、各種音楽配信サービスにてリリースされた。

## 概要
- 配信作品としては、6thシングル。
- 同曲は、DYNAMITE BOAT RACE 2020年下半期CMソングに起用されている[5][6][7]。
- ミュージックビデオには東京ゲゲゲイが出演している[8]。

## 認定と売上
|                                | 認定 (RIAJ) | 売上/再生回数      |
| ------------------------------ | ----------- | ------------------ |
| ダウンロード                   | 未公表      | -                  |
| ストリーミング                 | プラチナ    | 100,000,000 回再生 |
| *認定のみに基づく売上/再生回数 |             |                    |

## メディア披露
- 2020年9月25日放送 日本テレビ系列 『バズリズム02』
- 2020年10月10日放送 NHK総合 『シブヤノオト and more FES.2020』
- 2020年10月11日配信 『YouTube FanFest 2020』オープニングパフォーマンス
- 2020年10月19日放送 テレビ東京系列『プレミアMelodiX!』
- 2020年12月30日放送 テレビ東京系列『大正製薬presents プレミアMelodiX! 年末スペシャル』
- 2020年12月31日放送 BS日テレ・ニッポン放送・AbemaTV 『ももいろ歌合戦』
- 2021年1月1日放送 TBS系列 『CDTV ライブ!ライブ!年越しスペシャル 2020→2021』[11]

## 収録内容
| #         | タイトル   | 作詞      | 作曲       | 編曲      | 時間 |
| --------- | ---------- | --------- | ---------- | --------- | ---- |
| 1.        | 「第六感」 | Reol      | Reol・Giga | Giga      | 3:11 |
| 合計時間: | 合計時間:  | 合計時間: | 合計時間:  | 合計時間: | 3:11 |

## カバー
- Abyssmare - ゲーム『D4DJ Groovy Mix』に収録（2023年3月28日追加）[12]。
- 砂塚あきら（富田美憂） - ゲーム『アイドルマスター シンデレラガールズ スターライトステージ』に収録（2023年7月30日追加）。
- RAISE A SUILEN［レイヤ（Raychell）］ - ゲーム『バンドリ! ガールズバンドパーティ!』に収録（2025年3月22日追加）。